# Funzioni di Bickley-Naylor
Le funzioni di Bickley-Naylor {\displaystyle \mathrm {Ki} _{n}(x)}, dove {\displaystyle n\in \mathbb {N} } e {\displaystyle x\in \mathbb {R} } sono definite come:
{\displaystyle \mathrm {Ki} _{n}(x)=\int _{0}^{\infty }{\frac {e^{-x\cosh u}}{\cosh ^{n}u}}\,du,}
dove {\displaystyle cosh} è la funzione coseno iperbolico.

## Proprietà
Si ha:
{\displaystyle {\frac {d}{dx}}\mathrm {Ki} _{n}(x)=-\mathrm {Ki} _{n-1}(x).}
Per {\displaystyle n=0},
{\displaystyle \mathrm {Ki} _{0}(x)=\mathrm {K} _{0}(x)}
dove {\displaystyle \mathrm {K} _{0}} è una funzione di Bessel modificata.
Per {\displaystyle n=1}
{\displaystyle \mathrm {Ki} _{1}(x)=\int _{x}^{\infty }\mathrm {K} _{0}(t)\,dt.}
La funzione {\displaystyle \mathrm {Ki} _{1}(x)} è anche collegata con l'integrale di Sievert:
{\displaystyle \int _{0}^{\frac {\pi }{2}}d\phi e^{-x/\cos \phi }=\mathrm {Ki} _{1}(x).}
Più generalmente,
{\displaystyle \mathrm {Ki} _{n}(x)=\int _{0}^{\frac {\pi }{2}}d\phi \cos ^{n-1}\phi e^{-x/\cos \phi }}.

## Applicazioni
Le funzioni di Bickley-Naylor si incontrano in problemi di diffusione dei neutroni e problemi di convezione.